# Brzezie k. Sulechowa
Brzezie k. Sulechowa (niem. Breisach) – wieś sołecka w zachodniej Polsce, w województwie lubuskim, w powiecie zielonogórskim, w gminie Sulechów, przylegająca do Sulechowa. Zamieszkiwana przez 1720 osób (stan na 30 czerwca 2025). W latach 1975–1998 zlokalizowana w województwie zielonogórskim.
| SIMC    | Nazwa      | Rodzaj    |
| ------- | ---------- | --------- |
| 0914119 | Glinianki  | część wsi |
| 0914125 | Kwiatkówko | część wsi |
| 0914131 | Radlin     | część wsi |

Do czasu otwarcia odcinka drogi ekspresowej S3 Świebodzin Południe – Sulechów przez miejscowość przebiegała droga krajowa nr 3 (trasa europejska E65).
W listopadzie i grudniu 2001 r. we wsi przeprowadzono konsultacje społeczne w sprawie włączenia jej do miasta Sulechów, w wyniku których propozycja ta została odrzucona.

## Zabytki
- wiatrak typu paltrak, zbudowany w I poł. XIX w.